# Душан Макавејев
Душан Макавејев (Београд, 13. октобар 1932 — Београд, 25. јануар 2019) био је српски и југословенски режисер, сценариста и писац. Био је један од оснивача филмског црног таласа.

## Биографија
Родитељи су му били Сергије Макавејев и Јелка рођена Бојкић (1904—1987), прва жена дипломирани ветеринар у Југославији. Дјед му је био руски царски пуковник Сергеј Александрович Макавејев (1875—1937).
Душан Макавејев је дипломирао психологију на Филозофском факултету у Београду.
Један је од оснивача филмског црног таласа. Својим делима критикује труло друштво, како комунистичко, тако и капиталистичко.
Његови филмови носе чулност и младост. Обилују асоцијацијама и метафорама, које остварују наизглед површно дејство, али доносе истинитост и слободан дух. Као присталица и велики познавалац дела психолога Вилхелма Рајха, често његова учења компонује у своје филмове. Његов филм Мистерије организма (1971) у ствари је посвета овом никад довољно признатом револуционару-психологу.
Био је уредник многих листова: Студент (часопис), Књижевне новине и Данас. Бавио се и писањем за многе часописе. Неке од раних записа објавио је у књизи Пољубац за другарицу паролу (1965).
Давао је подршку студентским демонстрацијама 1968 и снимао је ток протеста.
Филм Манифесто важи за његов најмање успешан филм.
Преминуо је 25. јануара 2019. у јутарњим сатима у Београду. Комеморација је одржана 4. фебруара 2019. у Југословенској кинотеци.
О његовом животу и раду објављена је књига Терор и радост - филмови Душана Макавејева ауторке Лорејн Мортимер.
Његова супруга била је Бојана Макавејев (1941—2021).

## Награде и признања
Добитник је великог броја домаћих и страних награда: Октобарска награда града Београда, Сребрни медвед у Берлину, Сребрна арена у Пули, Награда „Луис Буњуел” у Кану, Сребрни Хуго у Чикагу, Златно доба Белгијске краљевске кинотеке, „Филмска легенда” коју додељује Фестивал филмова југоисточне Европе са седиштем у Паризу.
Додељен му је Орден Вука Караџића.

## Филмографија

### Дугометражни
- Парада (1962)
- Човек није тица (1965)
- Љубавни случај или трагедија службенице ПТТ (1967)
- Невиност без заштите (1968)
- Мистерије организма (1971)
- Недостаје ми Соња Хени (1971)
- Слатки филм (1973)
- Монтенегро (1981)
- (1985)
- (1988)
- Горила се купа у подне (1993)

### Краткометражни
- Јатаган мала (1953)
- Пећат (1955)
- Антонијево разбијено огледало (1957)
- Проклети празник (1958)
- Споменицима не треба веровати (1958)
- Сликовница пчелара (1958)
- Кошнице пуне смијеха (1958)
- Боје сањају (1958)
- Сто је раднички савјет? (1959)
- Педагошка бајка (1961)
- Еци, пец, пец (1961)
- Осмјех 61 (1961)
- Филм о књизи А.Б.Ц. (1962)
- Парада (1962)
- Доле плотови (1962)
- Љепотица 62 (1962)
- Нова домаћа зивотиња (1964)
- Нова играчка (1964)
- Недостаје ми Соња Хени (2009)